# Подсолнечник однолетний
Подсо́лнечник одноле́тний
, или Подсо́лнечник ма́сличный (лат. Heliánthus ánnuus) — вид травянистых растений из рода Подсолнечник семейства Астровые. Народное название — подсолнух. Является одной из важнейших масличных культур, семена употребляются в пищу и используются для производства подсолнечного масла.

## Ботаническое описание
Однолетнее травянистое растение.

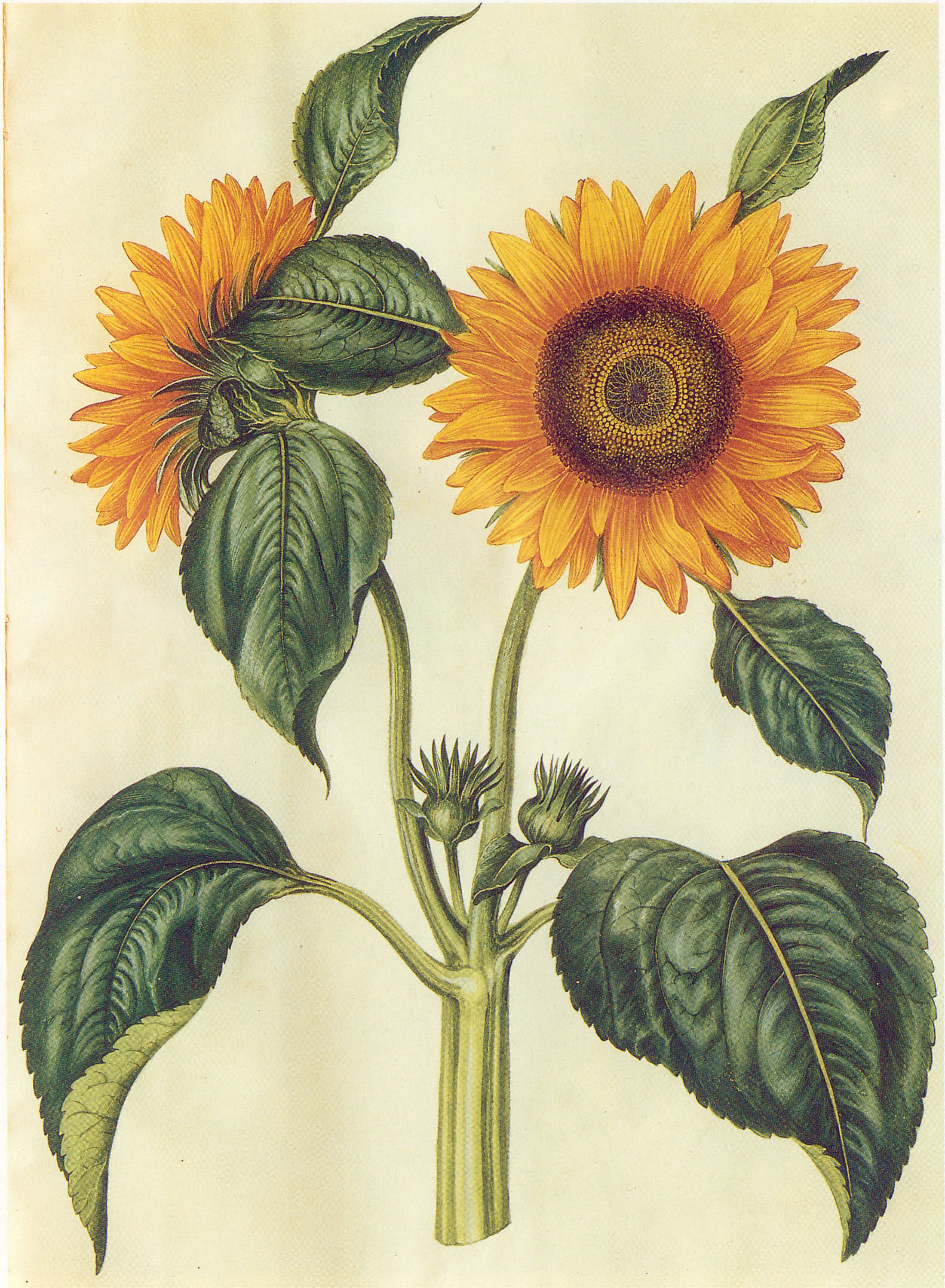
Подсолнечник однолетний. Ботаническая иллюстрация из книги «Gottorfer Codex», 1649—1659

Корневая система подсолнечника масличного стержневая, проникает в почву на 2—3 м, что позволяет ему использовать влагу глубоких горизонтов.
Стебель до 5 м (у масличных сортов 0,6—2,5 м), прямостоячий, преимущественно неветвящийся, покрыт жёсткими волосками. Внутри стебля находится мягкая, упругая сердцевина.
Листья очерёдные, на длинных черешках, верхние сидячие, нижние супротивные, зелёные, овально-сердцевидные с заострёнными концами, с пластиной до 40 см длины, опушённые короткими жёсткими волосками (что обеспечивает ему большую засухоустойчивость), с пильчатыми краями.
Цветки в верхушечных, очень крупных соцветиях—корзинках, окружённых обёрточными листьями, 30—50 см в диаметре, как и бутоны, в молодом возрасте «тянутся» к солнцу и изменяют свою ориентацию с востока на запад в течение дня (см. гелиотропизм), однако, по мере созревания и цветения, растение фиксируется в определённом положении, указывая примерно на восток, в то время как молодые листья по-прежнему продолжают проявлять подобное поведение. Краевые цветки язычковые, 4—7 см длины, обычно бесплодные; внутренние — трубчатые, обоеполые, многочисленные (500—2000). Окраска цветков от светло-жёлтой до тёмно-оранжевой, иногда фиолетовая. Венчик пятичленный. В цветке пять тычинок со свободными нитями, но со сросшимися пыльниками. Известно множество культурных разновидностей подсолнечника масличного, которые соединяются в три расы: 1) simplex, простой (не махровый), обыкновенный — общее цветоложе плоское, язычковых цветков один или несколько рядов, несколько разновидностей (из них macrocarpus); 2) tubulosus, трубчато махровый — общее цветоложе выпуклое, без язычковых или только с одним рядом язычковых цветков, трубчатые цветки сильно развиты, известна только одна разновидность (globosus); 3) ligulosus (flore pleno), язычково-махровый — общее цветоложе несколько выпуклое, все цветки язычковые, несколько разновидностей. Подсолнечник масличный образует чаще одно соцветие, но бывают и дополнительные отростки с малыми соцветиями. Цветёт в июле — августе в течение 30 дней. Перекрёстноопылитель (с помощью пчёл, других насекомых и ветра).
Пыльцевые зёрна трёхбороздно-оровые, шаровидной формы. В диаметре (с шипами) 37,4—44,8 мкм. В очертании с полюса и экватора почти округлые. Борозды шириной 4—5 мкм, короткие, с неровными краями, часто со слабозаметными контурами, с притуплёнными концами. Оры овальные, экваториально вытянутые, шириной 4—5 мкм, длиной 6—6,5 мкм. Ширина мезокольпиума 22—25 мкм, диаметр апокольпиума 11—14,2 мкм. Толщина экзины (без шипов) 1,2—1,8 мкм. Подстилающий и нижележащие слои тонкие. Высота стерженьков под шипами до 1 мкм, между шипами, 0,3—0,4 мкм. Скульптура шиповатая, высота шипов 3,5—5 мкм, диаметр основания 1,2—1,5 мкм, концы их оттянуты и заострены; шипы расположены равномерно, на мезокольпиуме в полярной проекции находится пять шипов. Пыльца золотистого цвета.
Плоды — продолговато-яйцевидные семянки, слабогранистые, слегка сжатые, 8—15 мм длины и 4—8 мм ширины, с кожистым околоплодником, белые, серые, полосатые или чёрные. Состоят из околоплодника (кожуры, или лузги) и белого семени (ядра), покрытого семенной оболочкой. В околоплоднике современных сортов подсолнечника между склеренхимой и пробковой тканью находится панцирный слой, благодаря чему семянки не повреждаются подсолнечниковой огнёвкой. По морфологическим признакам плодов делят на группы: грызовой, масличный и межеумок. Окраска семянок масличной группы преимущественно тёмно-серая со слабой полосатостью, чёрно-угольная, редко серая с полосами; грызовой — серая с полосами, редко белая.

### Химический состав
В листьях и цветках обнаружены флавоноиды (кверцимеритрин), кумариновый гликозид скополин, тритерпеновые сапонины, стерины (гликозид ситостеролин), каротиноиды (β-каротин, криптоксантин, тараксантин), фенолкарбоновые кислоты (хлорогеновая, неохлорогеновая, кофейная), антоцианы. В семенах содержится жирное масло (около 40 %, иногда до 50—52 %), белки (до 20 %), углеводы (до 25 %), стерины, каротиноиды, фосфолипиды. В семенах содержатся витамин PP и E, а также полиненасыщенные жирные кислоты (особенно линолевая) и т. п.
| |  |  |  |  |
| Слева направо: дикий подсолнечник однолетний (Невада, США), стебель, лист, бутон, пыльцевые зёрна под микроскопом |  |  |  |  |

## Распространение

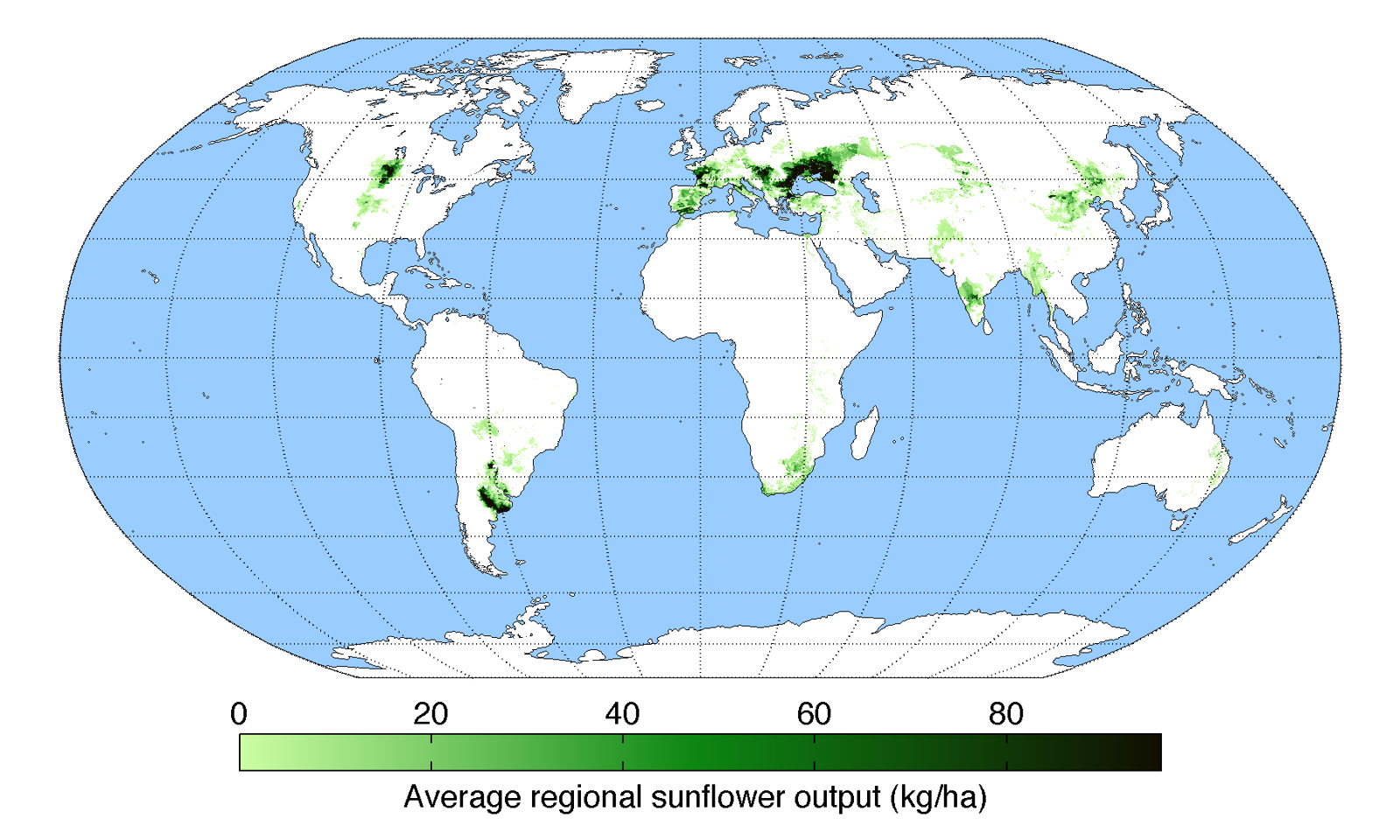
Возделывание подсолнечника однолетнего в мире

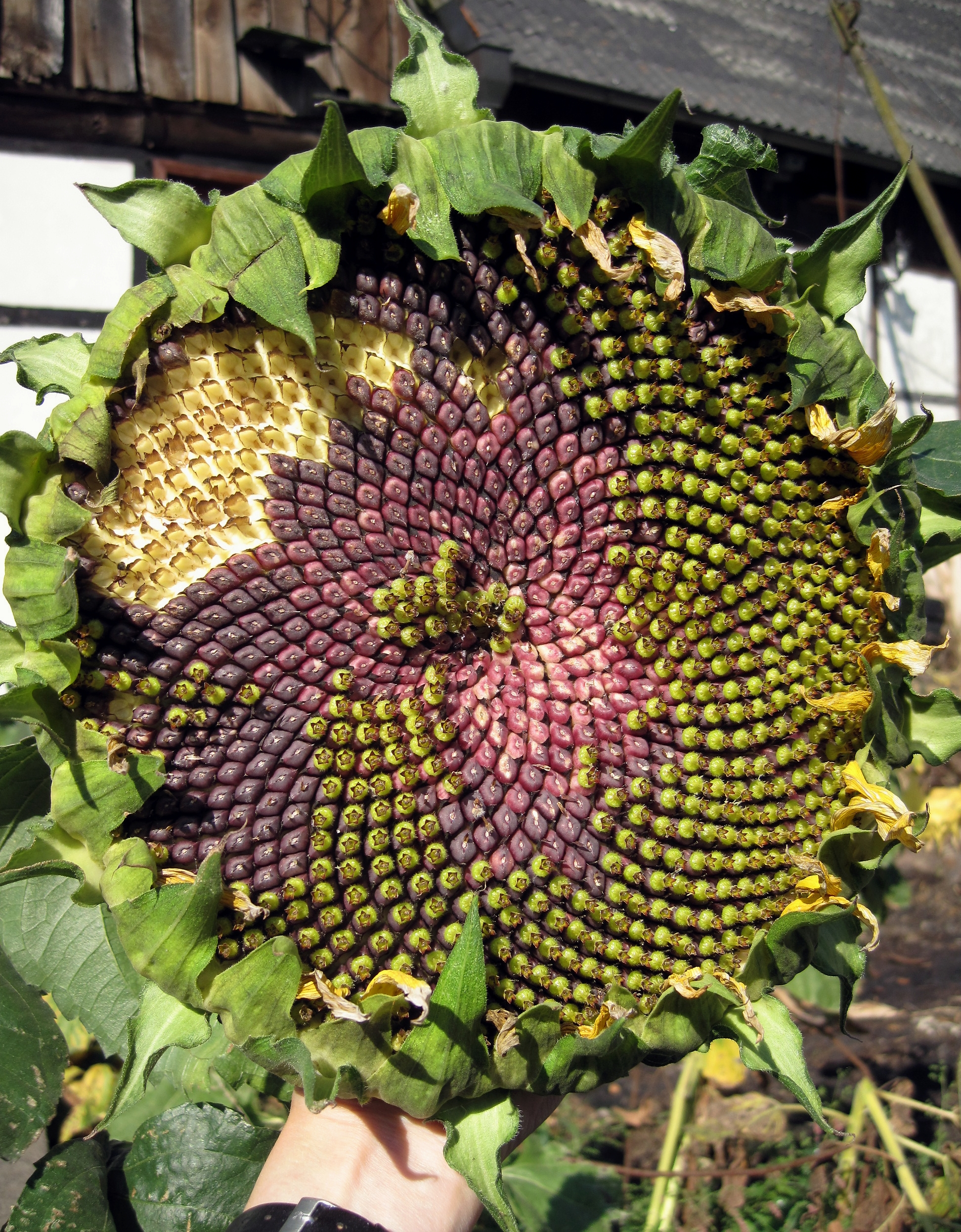
Корзина-соцветие подсолнечника однолетнего с плодами

Родина подсолнечника однолетнего — Северная Америка. Археологические раскопки подтверждают, что индейцы культивировали это растение более 2000 лет назад. Имеются археологические свидетельства выращивания подсолнечника на территории нынешних штатов Аризона и Нью-Мексико. Некоторые археологи утверждают, что подсолнечник начали возделывать даже раньше пшеницы. Во многих индейских культурах подсолнечник использовался в качестве символа божества Солнца, особенно у ацтеков и отоми в Мексике и у инков в Перу.

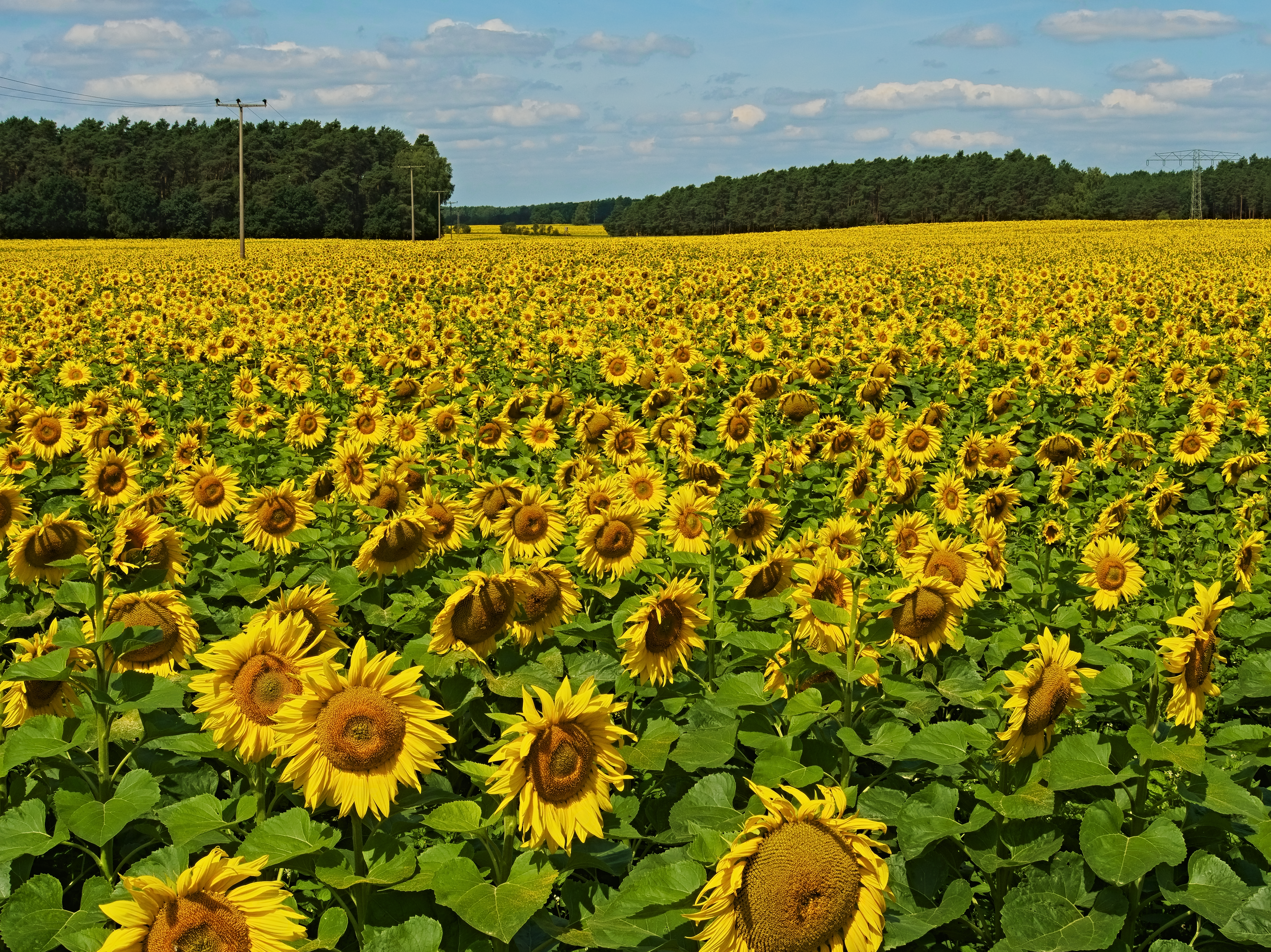
Поле подсолнуха

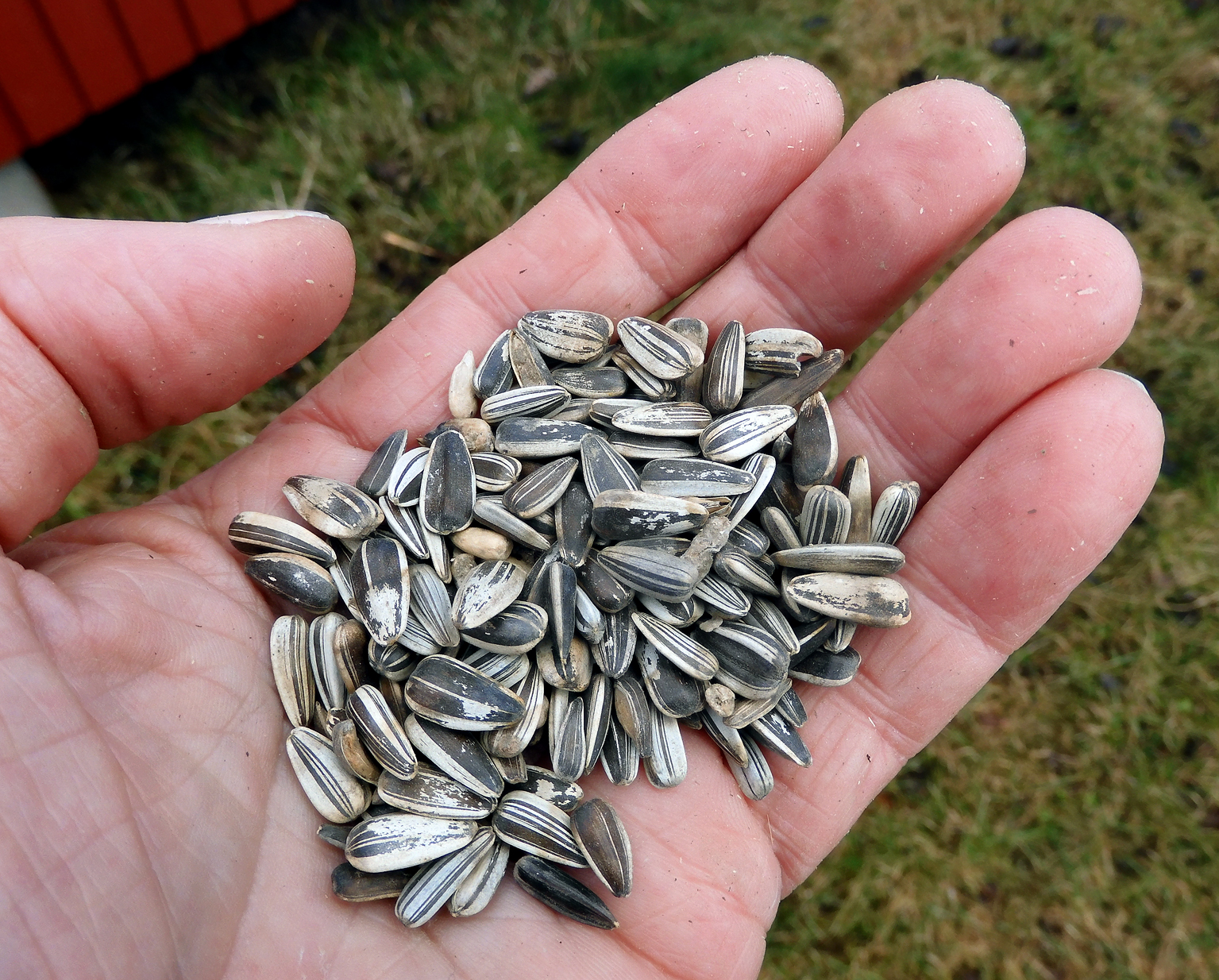
Семена из подсолнечника

Франсиско Писарро обнаружил его в Тавантинсуйу (Перу), где местные жители почитали изображение подсолнечника как символа солнечного божества — Инти (другое название — Пунчао). Золотые статуи этого цветка, также как и семена, были доставлены в Европу. Однако академик П. М. Жуковский указывает, что первые семена растения привезены были в Европу намного ранее испанцами, возвращавшимися из экспедиции в Новую Мексику, и высеяны в мадридском ботаническом саду ещё в 1510 году. Первое описание подсолнечника было дано Л’Обелем в 1576 году под наименованием «цветок солнца». Первоначально растение стали выращивать в садах как декоративное, иногда использовали в медицине, а позднее и как огородное (семена) растение. Считается, что из Испании подсолнечник однолетний проник в Италию и Францию, и к концу XVI века его выращивали в Бельгии, Англии, Голландии, Швейцарии и Германии. В середине XVII века в Англии молодые корзинки подсолнечника было модно варить и печь на углях, а потом есть с маслом и уксусом, как артишоки. В Германии в XVIII веке подсолнечник возделывали в качестве заменителя кофе, но это продолжалось недолго.
Из дикорастущих форм длительным отбором были созданы крупноплодные формы грызового подсолнечника. Впервые о производстве масла из подсолнечника в Европе задумались англичане, существует английский патент 1716 года, описывающий этот процесс. Однако масштабное производство подсолнечного масла началось в России. В Россию подсолнечник попал при Петре I, который, увидев диковинный заморский цветок в Голландии, распорядился послать его семена в Россию. Растение удачно акклиматизировалось, первоначально служило декоративным и дешёвым народным лакомством.
Начало его использования как масличного растения связано с именем Дмитрия Бокарева, крепостного крестьянина из села Алексеевки (в дальнейшем ставшим городом) Бирючинского уезда Воронежской губернии. Бокарев был знаком с производством льняного и конопляного масла и решил применить тот же процесс для производства подсолнечного. В 1829 году он первым получил подсолнечное масло на ручной маслобойке. В 1833 году купец Папушин с разрешения владельца Алексеевки графа Шереметева и при содействии Бокарева построил первый маслобойный завод по добыче подсолнечного масла на конном приводе, а в 1865 году — первый паровой маслобойный завод. Позже было налажено промышленное изготовление масла и начата селекция высокомасличных сортов. К середине XIX века во многих районах Воронежской и Саратовской губернии подсолнечник масличный занимал 30—40 % посевных площадей. В дальнейшем культура стала распространяться на прилегающих территориях, проникла на Северный Кавказ, Украину и в Зауралье. Масло подсолнечника быстро приобрело популярность в России, во многом потому, что его употребление допускается в дни постов, в которые разрешено употребление елея (откуда, кстати и происходит второе название подсолнечного масла — постное масло). В дальнейшем посевы сократились из-за значительного распространения болезней и вредителей. Только создание народной селекцией стойкого к ржавчине сорта «Зелёнка» и панцирных сортов позволило вновь занять большие площади под подсолнечник (980 тысяч га в 1913 году).
Культурный масличный подсолнечник сформировался в России. В конце XIX века эмигранты из России завезли культуру производства подсолнечника и подсолнечного масла в США и Канаду. Вскоре США стали одним из основных (после России) производителей подсолнечного масла. В Америке возделывали сорта российской селекции, такие как «Русский мамонт», «Русский гигант» и «Русский великан». Американский ботаник Чарльз Хейзер отмечал: «Быстро распространившись по всей Европе, наибольшего успеха культура подсолнечника достигла только в России». В СССР созданы высокомасличные малолузжистые (не более 27 %), заразиховыносливые, стойкие к ржавчине и подсолнечной огнёвке (панцирность 97—98 %) сорта подсолнечника масличного. Успехи В. С. Пустовойта, Л. А. Жданова и других селекционеров позволили резко поднять среднюю масличность семян и повысить заводской выход масла соответственно с 28,6 % и 25,15 % в 1940 году до 48,4 % и 40,3 % в 1973 году. Самая престижная мировая премия в области разведения подсолнечника носит имя Пустовойта. В настоящее время производство подсолнечника и масла из него распространено практически по всему миру. Основные площади посевов на Украине, в Аргентине, Румынии, Турции, Испании, США; в России — в Поволжье, на Северном Кавказе и на Алтае.

## Хозяйственное значение и применение

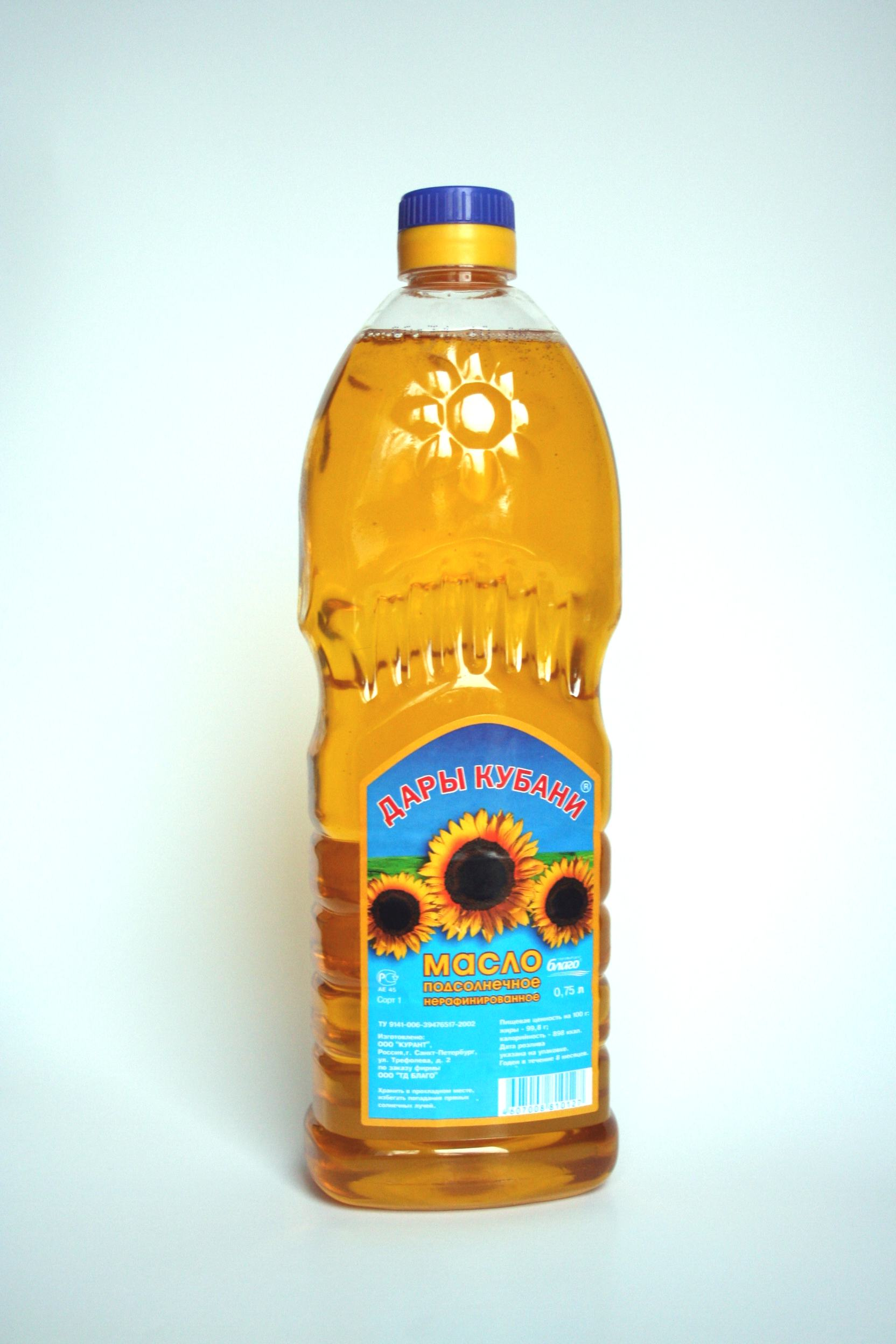
Подсолнечное масло

Подсолнечник однолетний — наиболее известный и распространённый вид подсолнечника.
| Крупнейшие производители семян подсолнечника (тысяч тонн) | Крупнейшие производители семян подсолнечника (тысяч тонн) | Крупнейшие производители семян подсолнечника (тысяч тонн) | Крупнейшие производители семян подсолнечника (тысяч тонн) | Крупнейшие производители семян подсолнечника (тысяч тонн) | Крупнейшие производители семян подсолнечника (тысяч тонн) | Крупнейшие производители семян подсолнечника (тысяч тонн) |
| Страна                                                    | 2014 год                                                  | 2016 год                                                  | 2018 год                                                  | 2021 год                                                  | 2023 год                                                  |                                                           |
| --------------------------------------------------------- | --------------------------------------------------------- | --------------------------------------------------------- | --------------------------------------------------------- | --------------------------------------------------------- | --------------------------------------------------------- | --------------------------------------------------------- |
| Россия                                                    | 8475                                                      | 11010                                                     | 12756                                                     | 15656                                                     | 18100                                                     |                                                           |
| Украина                                                   | 10133                                                     | 13627                                                     | 14165                                                     | 16392                                                     | 12760                                                     |                                                           |
| Аргентина                                                 | 2063                                                      | 3000                                                      | 3538                                                      | 3426                                                      | 5019                                                      |                                                           |
| Китай                                                     | 2380                                                      | 2587                                                      | 2550                                                      | 2850                                                      | 3000                                                      |                                                           |
| Турция                                                    | 1638                                                      | 1671                                                      | 1949                                                      | 2415                                                      | 2198                                                      |                                                           |
| Франция                                                   | 1584                                                      | 1190                                                      | 1248                                                      | 1913                                                      | 2061                                                      |                                                           |
| Румыния                                                   | 2189                                                      | 2032                                                      | 3063                                                      | 2844                                                      | 2016                                                      |                                                           |
| Венгрия                                                   | 1597                                                      | 1535                                                      | 1832                                                      | 1758                                                      | 1970                                                      |                                                           |
| Болгария                                                  | 2010                                                      | 1874                                                      | 1927                                                      | 2002                                                      | 1784                                                      |                                                           |
| Казахстан                                                 | 513                                                       | 755                                                       | 848                                                       | 1032                                                      | 1236                                                      |                                                           |
| Танзания                                                  | 800                                                       | 950                                                       | 1000                                                      | 1120                                                      | 1170                                                      |                                                           |
| США                                                       | 1004                                                      | 1204                                                      | 960                                                       | 863                                                       | 1027                                                      |                                                           |
| Испания                                                   | 953                                                       | 772                                                       | 950                                                       | 768                                                       | 849                                                       |                                                           |
| Молдова                                                   | 547                                                       | 677                                                       | 789                                                       | 960                                                       | 758                                                       |                                                           |

Общая потребность подсолнечника в тепле в зависимости от продолжительности вегетации различна, для короткоспелых сортов и гибридов сумма активных температур равна 1850, для раннеспелых — 2000, для среднеспелых — 2150. Средняя урожайность семян подсолнечника однолетнего составляет 10 ц/га (1 т/га или 100 т/км²). Максимальная урожайность 45 ц/га (4,5 т/га или 450 т/км²).
Ещё индейцы употребляли семена подсолнечника в размолотом виде; раздавленные семена подсолнечника были изысканным блюдом. Имеются даже свидетельства производства индейцами масла из подсолнечника. Масло употреблялось в хлебопечении и даже, возможно, как косметическое средство для смазывания кожи и волос. Из подсолнечника индейцы также извлекали пурпурную краску.
Подсолнечник однолетний выращивается практически во всём мире. В первую очередь — для производства из семян подсолнечного масла, которое затем употребляется для приготовления пищи и для технических нужд. Гидрогенизацией подсолнечного масла получают саломас, который в дальнейшем используется при производстве маргарина или мыла. Масло также используется в лакокрасочной промышленности.
Подсолнечник масличный используется и как лекарственное растение: из сухих листьев и краевых цветков готовят настойку для повышения аппетита. В народной медицине настой из краевых язычков цветков используется в качестве жаропонижающего. Подсолнечное масло не только ценный продукт питания, но и важное лечебное средство. Его употребляют наружно для растираний больных суставов, а внутрь принимают как лёгкое и мягкое слабительное. В прошлом свежие семена подсолнечника масличного рекомендовали применять при аллергии, бронхите и малярии.
Отходы производства подсолнечного масла (жмых и шрот) используются как высокобелковый корм для скота. Жмых используется также для изготовления халвы. Богатая белком зелёная масса высокорослых сортов идёт на силос и сенаж. Скот охотно поедает обмолоченные корзинки, полову и силос из растений, убранных во время цветения.
Стебли подсолнечника служат сырьём для получения клетчатки и бумаги. В безлесных районах их употребляют также на топливо. Лузга подсолнечника используется для производства биотоплива — топливные брикеты. Из золы от сжигания стеблей извлекают поташ, применяемый в мыловарении, производстве тугоплавкого и хрустального стекла, при крашении и как калийное удобрение. Подсолнечник высевают как кулисное растение для задержания на полях снега.
Менее известно, что подсолнечник является каучуконосным растением. Созданы сорта, выделяющие латекс из надрезов стебля в значительных количествах. Резины, произведённые на его основе, отличаются гипоаллергенностью по сравнению с натуральным и синтетическими каучуками.
Существуют декоративные сорта подсолнечника масличного с разноцветными и махровыми цветами.

### В России и Украине
В 2010-е годы центр культивирования подсолнечника сконцентрировался на причерноморском регионе (Украина и юг России), а также в Алтайском крае (Россия).
В 2014 году мировое производство семян подсолнечника составило 41,4 миллионов тонн, при этом на Украину и Россию пришлось в сумме 18,6 миллионов тонн (45 % всего мирового производства). В обеих странах тенденция роста объёмов урожая продолжается, в 2016 году урожай на Украине составил рекордные 13,6 миллионов тонн, а в России — также рекордные 11,01 миллион тонн. В 2018 году впервые суммарное производство Украины и России превысило 50 % мирового (26,9 миллионов тонн из 51,9).
В 2020 году в России средняя урожайность подсолнечника составила 17,4 ц/га, что на 2,8 ц/га меньше, чем в 2019 году. С урожайностью более 30 ц/га на протяжении последних лет лидирующие места по урожайности подсолнечника занимают Брянская область, наряду с Белгородской, Орловской и Курской областями.
В России, ещё до изобретения производства подсолнечного масла, семена подсолнечника использовались как народное лакомство — семечки, употребляемые в сыром и поджаренном виде. Кроме того, их добавляют в кондитерские изделия, салаты, изготовляют подсолнечниковые козинаки. Молотые семена подсолнечника являются основным компонентом подсолнечной халвы.
На Украине, Северном Кавказе, в ряде областей Чернозёмной зоны, Нижнего Поволжья, Сибири и Казахстана является важнейшей медоносной культурой, обеспечивающей главный медосбор, а также пополнение запасов пыльцы в гнёздах пчелиных семей. Мёд из нектара цветущего подсолнечника золотисто-жёлтого цвета, иногда с зеленоватым оттенком, обладает слабым ароматом и несколько терпким вкусом. Кристаллизуется мелкими зёрнами и становится светло-янтарным. В зависимости от погодных условий и агротехники посевов медоносность колеблется в пределах от 13 кг с гектара в Башкортостане до 25 кг в Воронежской области, а сахаристость нектара — от 45 % до 79 %. По другим данным, мёдопродуктивность составляет 40—50 кг/га. Отличительная особенность нектара — незначительное количество (3—4 %) и даже полное отсутствие сахарозы. Медоносные пчёлы собирают с цветков подсолнечника однолетнего и пыльцу.
| |  |  |  |  |
| Слева направо: плоды масличных сортов, плоды грызовых сортов, декоративные сорта («Vanilla Ice», «Chianti», «Teddy Bear») |  |  |  |  |

## Прочие сведения
В геральдике подсолнечник — символ плодородия, единства, солнечного света и процветания, а также символ мира.

## Классификация

### Таксономия[21]
Helianthus annuus L., 1753, Sp. Pl. : 904
Вид Подсолнечник однолетний относится к роду Подсолнечник семейства Астровые (Asteraceae) порядка Астроцветные (Asterales). Кладограмма в соответствии с Системой APG IV:
|  |                                      |  |                                   |                                   |                    |  | ещё 10 семейств | ещё 10 семейств |                         |  |  |  | еще 68 подтвержденных и 103 в статусе "непроверенных" видов и инфравидовых таксонов |
|  |                                      |  |                                   |                                   |                    |  | ещё 10 семейств | ещё 10 семейств |                         |  |  |  | еще 68 подтвержденных и 103 в статусе "непроверенных" видов и инфравидовых таксонов |
|  |                                      |  |                                   | порядок Астроцветные              |                    |  |                 |                 | род Подсолнечник        |  |  |  |                                                                                     |
|  |                                      |  |                                   | порядок Астроцветные              |                    |  |                 |                 | род Подсолнечник        |  |  |  |                                                                                     |
|  | отдел Цветковые, или Покрытосеменные |  |                                   |                                   | семейство Астровые |  |                 |                 | Подсолнечник однолетний |  |  |  |                                                                                     |
|  | отдел Цветковые, или Покрытосеменные |  |                                   |                                   | семейство Астровые |  |                 |                 |                         |  |  |  |                                                                                     |
|  |                                      |  | ещё 63 порядка цветковых растений | ещё 63 порядка цветковых растений |                    |  |                 | ещё 1804 рода   | ещё 1804 рода           |  |  |  |                                                                                     |
|  |                                      |  |                                   | ещё 63 порядка цветковых растений |                    |  |                 |                 | ещё 1804 рода           |  |  |  |                                                                                     |

### Инфравидовые таксоны
- Helianthus annuus var. aridus Cockrell (в статусе непроверенного по состоянию на декабрь 2022 г.)
- Helianthus annuus var. coronatus Cockrell (в статусе непроверенного по состоянию на декабрь 2022 г.)

## Синонимы
- Helianthus annuus f. annuus
- Helianthus annuus f. fallax  B.Boivin
- Helianthus annuus f. lenticularis  (Douglas ex Lindl.)  B.Boivin
- Helianthus annuus f. silvester  Thell.
- Helianthus annuus subsp. annuus
- Helianthus annuus subsp. jaegeri  (Heiser)  Heiser
- Helianthus annuus subsp. lenticularis  (Douglas ex Lindl.)  Cockerell
- Helianthus annuus subsp. texanus  Heiser
- Helianthus annuus var. annuus
- Helianthus annuus var. apicalis  Cockerell
- Helianthus annuus var. aridus  Cockerell
- Helianthus annuus var. basalis  Cockerell
- Helianthus annuus var. chrysanthemoides  Cockerell
- Helianthus annuus var. convolutus  Cockerell
- Helianthus annuus var. coronatus  Cockerell
- Helianthus annuus var. dilutus  Cockerell
- Helianthus annuus var. flavobasis  Cockerell
- Helianthus annuus var. indicus  (L.)  DC.
- Helianthus annuus var. inornatus  Cockerell
- Helianthus annuus var. latibasis  Cockerell
- Helianthus annuus var. lenticularis  (Douglas ex Lindl.)  Steyerm.
- Helianthus annuus var. lenticularis  (Douglas ex Lindl.)  Cockerell
- Helianthus annuus var. macrocarpus  (DC.)  Cockerell
- Helianthus annuus var. niger  Cockerell
- Helianthus annuus var. pallescens  Cockerell
- Helianthus annuus var. passiflora  Cockerell
- Helianthus annuus var. primulinus  Cockerell
- Helianthus annuus var. pumilus  DC.
- Helianthus annuus var. reversus  Cockerell
- Helianthus annuus var. revolutus  Cockerell
- Helianthus annuus var. ruberrimus  Cockerell
- Helianthus annuus var. selene  Cockerell
- Helianthus annuus var. semivinosus  Cockerell
- Helianthus annuus var. texanus  (Heiser)  Shinners
- Helianthus annuus var. tortuosus  Cockerell
- Helianthus annuus var. trizonatus  Cockerell
- Helianthus annuus var. vinosissimus  Cockerell
- Helianthus annuus var. vinosus  Cockerell
- Helianthus aridus  Rydb.
- Helianthus aridus var. aridus
- Helianthus erythrocarpus  Bartl.
- Helianthus grandiflorus  Wender. ex Steud.
- Helianthus indicus  L.
- Helianthus jaegeri  Heiser
- Helianthus lenticularis  Douglas ex Lindl.
- Helianthus lenticularis  Douglas ex Lindl.
- Helianthus lindheimerianus  Scheele
- Helianthus macrocarpus  DC.
- Helianthus macrocarpus  DC. & A.DC.
- Helianthus multiflorus  Hook.
- Helianthus ovatus  Lehm.
- Helianthus petiolaris  hort. ex DC.
- Helianthus platycephalus  Cass.
- Helianthus pumilus  Pers.
- Helianthus tubaeformis  Nutt.